# Finn Carter
Finn Carter (Greenville (Mississippi), 9 maart 1960) is een Amerikaans actrice.

## Biografie
Carter volgde les aan een kostschool in Cincinnati en Skidmore College in Saratoga Springs (New York). Hierna studeerde zij aan de Tulane University in New Orleans. In 1983 verhuisde zij naar New York om zich te gaan richten op het acteren.
Carter begon met acteren in het theater met het spelen in kleinschalige theaterproducties.
Carter begon in 1986 met acteren voor televisie in de televisieserie As the World Turns (14 afleveringen). Hierna speelde zij rollen in televisieseries en films zoals Tremors (1990) en Secret Service Guy (1996). Voor haar rol in de film Tremors werd zij in 1991 genomineerd voor een Academy of Motion Picture Arts and Sciences-Award in de categorie Beste actrice in een bijrol. In 2005 acteerde zij het voor het laatst. Wat zij hierna heeft gedaan, is onbekend.
Carter was van 1985 tot 1994 getrouwd met de acteur Steven Weber en hertrouwde in 1997. Dit laatste huwelijk hield tien jaar stand.

## Filmografie

### Films
- 2005 - Halfway Decent – als Bonnie
- 2002 - The Pennsylvania Miners' Story – als Missy Phillippi
- 2001 - Taking Back Our Town
- 2000 - Missing Pieces – als Marilyn
- 1997 - Love in Another Town – als Amy
- 1996 - Ghosts of Mississippi – als Cynthia Speetgens
- 1992 - Sweet Justice – als Sunny Justice
- 1990 - Revealing Evidence: Stalking the Honolulu Strangler – als Detective Maggie Luna
- 1990 - Tremors – als Rhonda LeBeck
- 1989 - How I Got Into College – als Nina Sachie
- 1989 - Dream Breakers – als Zuster Catherine

### Televisieseries
Uitgezonderd eenmalige gastrollen.
- 1996 - Secret Service Guy – als Weaver – 7 afl.
- 1990-1991 - China Beach – als Linda Matlock Lanier – 4 afl.
- 1986-1987 - As the World Turns – als Sierra Esteban Reyes/Sierra Montgomery – 14 afl.

- Bibliothèque nationale de France: cb141621911 (data)
- International Standard Name Identifier: 0000 0001 1986 6937
- Library of Congress Control Number: no2001056833
- Virtual International Authority File: 170860182
- WorldCat: E39PBJpV8wBqQh9tcB8XxJF3Qq